# Yemi Alade

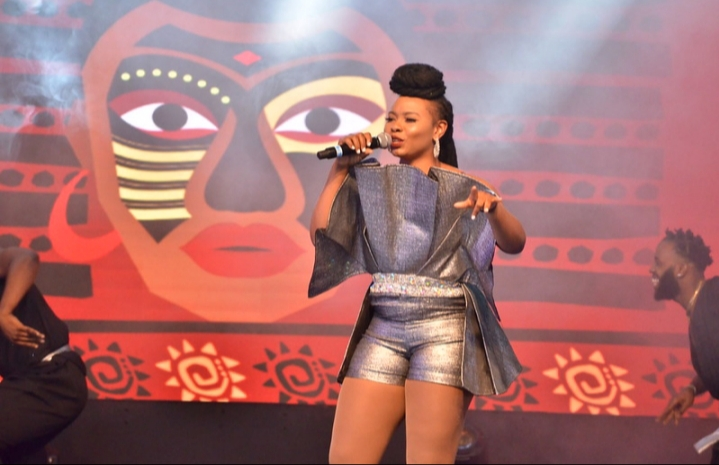
Yemi Alade au Nairobi Summit de 2019.

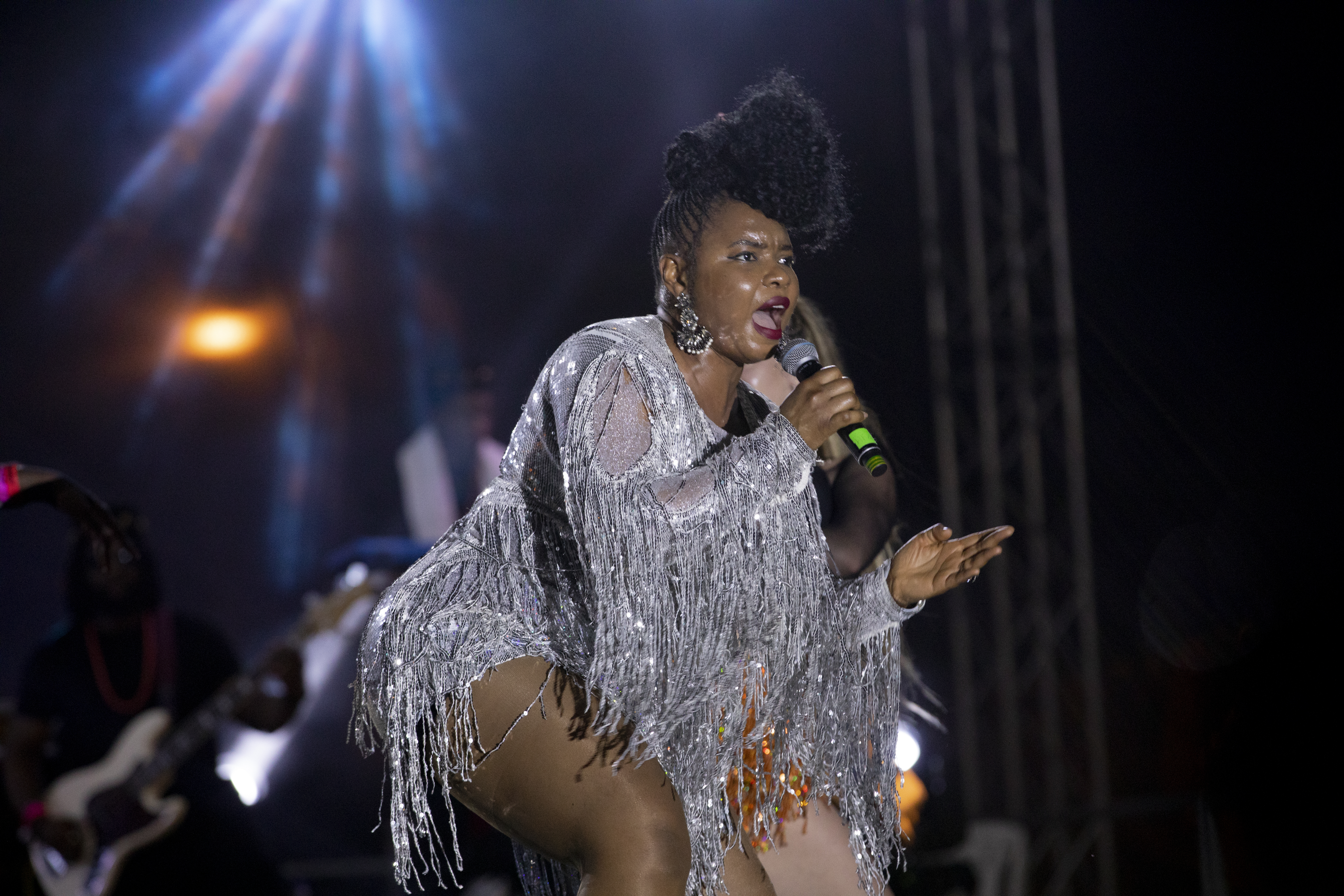
YEMI ALADE à la 16è édition du Festival des musiques urbaines d'Anoumabo (FEMUA 16) en 2024 à Abidjan

Yemi Eberechi Alade, née le 13 mars 1989 à Abia au Nigeria, plus simplement connue sous le nom de Yemi Alade, est une auteure-compositrice et chanteuse nigériane d'afropop.

## Biographie

### Début et Jeunesse
Yemi Eberechi Alade est née le 13 mars 1989, dans l'État d'Abia, au Nigeria. Son père James Alade est d'ethnie yoruba, sa mère Helen Uzoma est d'ethnie igbo,. Elle est la cinquième d'une fratrie de sept enfants. Après une enfance en différents lieux au gré des affectations de son père, commissaire de police, sa famille s'installe à Lagos alors qu'elle est adolescente. « J'ai grandi en écoutant de tout, de la juju music de Sunny Adé à Whitney Houston », dit-elle. Elle y étudie et poursuit des études supérieures en géographie à l'université de Lagos.

### Carrière
Elle fait ses débuts musicaux à 16 ans dans un groupe de filles appelé Noty Épices en 2005, mais sa musique commence à devenir réellement populaire au Nigeria en 2009 à la suite de son succès dans l'émission de téléréalité, Peak Talent Show,. Quelques mois plus tard, elle sort son premier single Fimisile sur le label Jus' Kiddin.
En 2012, elle signe sur le label Effyzzie Music et sort son single Ghen Ghen Love.
En juillet 2013, elle publie la vidéo d'une chanson R&B plus romantique, Bambou, produit par Fliptyce. Mais c'est au dernier trimestre de 2013 qu'elle acquiert une notoriété internationale avec son tube Johnny, produit par Selebobo, divulgué sur Internet. La chanson devient un hit en Tanzanie, Kenya, Ghana, Afrique du Sud, Libéria, Ouganda, Zimbabwe et Royaume-Uni, entre autres. Il est répertorié comme l'un des meilleurs morceaux de l'année 2013, malgré sa sortie tardive dans l'année et l'absence d'une vidéo musicale,,,,.
Elle fait la couverture de plusieurs magazines et joue à travers le monde, partageant ponctuellement la scène avec Mary J. Blige, Becca, Shina Peters, Waje, etc. À travers son autodérision, ses thèmes (l'amour, la déception amoureuse, les bons plats, etc.), elle incarne la jeune femme africaine proche et joyeuse. Elle ouvre en 2013 le prix Headies (appelé de façon populaire le « Grammys nigérian »). Elle reprend ses principaux succès dans différentes langues africaines, comme le swahili, prolongeant une tradition des chanteurs de ce continent. Elle reprend également certains titres en français.
En 2014, elle fait équipe avec le directeur de la photographie Clarence Peters et crée une vidéo musicale pour Johnny, publiée en mars, qui obtient plus de 171 millions de vues sur YouTube, (chiffre en avril 2025). En 2014 toujours, elle rejoint M. I, Waje, Timi Dakolo et Burna Boy pour interpréter la chanson de Port Harcourt Capitale mondiale du livre 2014 de l'UNESCO, dans le cadre d'un projet exhortant les jeunes à la lecture et à étudier. Peu de temps après, elle sort un nouveau single intitulé Tangerine.
Elle sort son premier album, King of Queens, le 2 octobre 2014, puis part en tournée. Son deuxième album studio, intitulé Mama Africa, est publié en mars 2016. Suit l'album Black Magic en 2017, dont le titre Bum Bum. En 2018, son single Oh My Gosh est bien accueilli. Mais l'album reçoit aussi des critiques négatives,.
Elle sort son quatrième album studio, Woman of Steel, le 30 août 2019,. Musicalement, Woman of Steel est un disque d'afrobeats qui incorpore des éléments de R&B et de highlife, L'album explore principalement des sujets tels que l'amour, la sociopolitique et la pauvreté. Elle a passé trois ans à l'enregistrer. La pochette de l'album la représente portante une coiffe inspirée du buste de Néfertiti. « L’artiste, connue pour ses chorégraphies pêchues et son goût pour les parures et tenues ethniques, avoue volontiers aimer jouer avec le côté bling-bling ». Les artistes présents sur Woman of Steel sont Rick Ross, Duncan Mighty, Angélique Kidjo et Funke Akindele.
En septembre 2019, elle signe un accord de licence pluriannuel avec Universal Music Africa (UMA) et UMG France. UMA devient le partenaire mondial exclusif d'Alade pour l'enregistrement des disques, tandis qu'UMG France est le partenaire de déploiement international pour toutes ses sorties sous ce label,.
En 2023, elle collabore avec le groupe ivoirien Magic System et le rappeur égyptien Mohamed Ramadan sur le titre Akwaba, chanson officielle de la Coupe d'Afrique des nations de football 2023 se déroulant en Côte d'Ivoire .
En 2024, elle collabore avec Prince Aimé sur le Remix du son Viviane.

## Principaux singles
Sélection parmi ses singles,.
- Fimisile (2009)
- Johnny (2013)
- Kissing (2014)
- Na Gode (2015)
- Ferrari (2016)
- Kom Kom  (ft. Flavour) (2016)
- Africa (ft. Sauti Sol) (2016)
- Koffi Anan (Freestyle) (2016)[28]
- Tumbum (2016)
- Charliee (2017)
- Oh My Gosh (2018)
- How I Feel (2018)
- Bum Bum (2018)
- Oga (2019)
- Oh My Gosh (ft.Rick Ross) (2019)
- Shekere (2019)
- Boyz (2020)
- True Love (2020)
- I choose you (ft. Dadju) (2020)
- Deceive (ft. Rudeboy) (2020)
- Dancina (2021)

## Prix et nominations

### MTV Awards de la musique africaine
| Année | Travail nommé | Catégorie                    | Résultat |
| ----- | ------------- | ---------------------------- | -------- |
| 2015  | Elle-même     | Meilleur interprète féminine | Lauréat  |
| 2016  | Elle-même     | Meilleur interprète féminine | Lauréat  |

### BET Awards
| Année | Travail nommé | Catégorie                                | Résultat   |
| ----- | ------------- | ---------------------------------------- | ---------- |
| 2015  | Elle-même     | Meilleur artiste international : Afrique | Nomination |

### MOBO Awards
| Année | Travail nommé | Catégorie                 | Résultat   |
| ----- | ------------- | ------------------------- | ---------- |
| 2014  | Elle-même     | Meilleur artiste africain | Nomination |

## Voir Aussi

### Articles Connexes
- Musique du Nigéria (en)
- Prince Aimé
- Magic System